# Eden (Karolina Północna)
Eden – miasto w Stanach Zjednoczonych, w stanie Karolina Północna, w hrabstwie Rockingham.